# Claude-François Cheinisse
Pour les articles homonymes, voir Cheinisse.
Claude-François Cheinisse, né le 5 décembre 1931 à Paris et mort le 9 septembre 1982 à Senonches, est un écrivain français de fantastique et de science-fiction.

## Biographie
Époux de Christine Renard, il commence à publier des nouvelles de science-fiction en revues en 1958 (Le Suicide).
Après avoir fait partie de l'équipe de Hara-Kiri à ses débuts, il publie en 1963 sous le pseudonyme de Christian Libos le polar Impasse au Valais, son seul roman.
Toxicologue de renom, il publie un ouvrage de vulgarisation sur ce sujet, traduit en anglais.
Amateur d'armes lui-même, il publie une nouvelle intitulée L'Amateur d'armes (Fiction no 97) qui raconte l'histoire d'un envoyé du futur dans un stand de tir du présent ; défenseur de la judaïté, son œuvre est souvent un éloge allusif du sionisme.
Après le décès de Christine Renard, en 1979, il fait encore publier quelques livres de sa compagne, notamment un recueil à deux mains où leurs nouvelles se répondent. De plus en plus dépressif, il se suicide le 9 septembre 1982, après avoir abattu sa mère et empoisonné ses deux filles, Françoise (16 ans) et Danielle (13 ans).

## Œuvres

### Roman
- Impasse au Valais, Denoël, coll. « Crime-club », 1963

### Recueil de nouvelles
- À la croisée des parallèles, Denoël, coll. « Présence du futur », 1981, recueilÉcrit avec Christine Renard.

### Nouvelles
- Le Suicide, Satellite no 5, 1958
- Le Sens de l'histoire, Fiction no 97, 1961
- La Fenêtre, Fiction spécial no 5, 1964
- Delta, Fiction spécial no 12 (avec Christine Renard), 1967
- Le Jardin d'Éden, Fiction no 227, 1972
- Terre, si douce Terre, Présence du futur no 242, 1977

### Essai
- Les Poisons, Hachette, 1970, essaiÉcrit avec François Bodin.